# Justicia asystasioides
Justicia asystasioides là một loài thực vật có hoa trong họ Ô rô. Loài này được (Lindau) M.E. Steiner mô tả khoa học đầu tiên năm 1989.